# Torres (Calatayud)
Torres (ou Torres de Perejiles) est un quartier de la commune de Calatayud, dans la province de Saragosse, communauté autonome d'Aragon, comarque de Comunidad de Calatayud.

## Géographie
Situé sur les rives du Perejiles, il est traversé par la route A-1504 qui relie Calatayud à Cariñena et donne accès à Sediles par la route CV-310.